# Eunica flora
Eunica flora är en fjärilsart som beskrevs av Felder 1862. Eunica flora ingår i släktet Eunica och familjen praktfjärilar. Inga underarter finns listade i Catalogue of Life.